# 2 Pułk Strzelców Konnych (Królestwo Kongresowe)

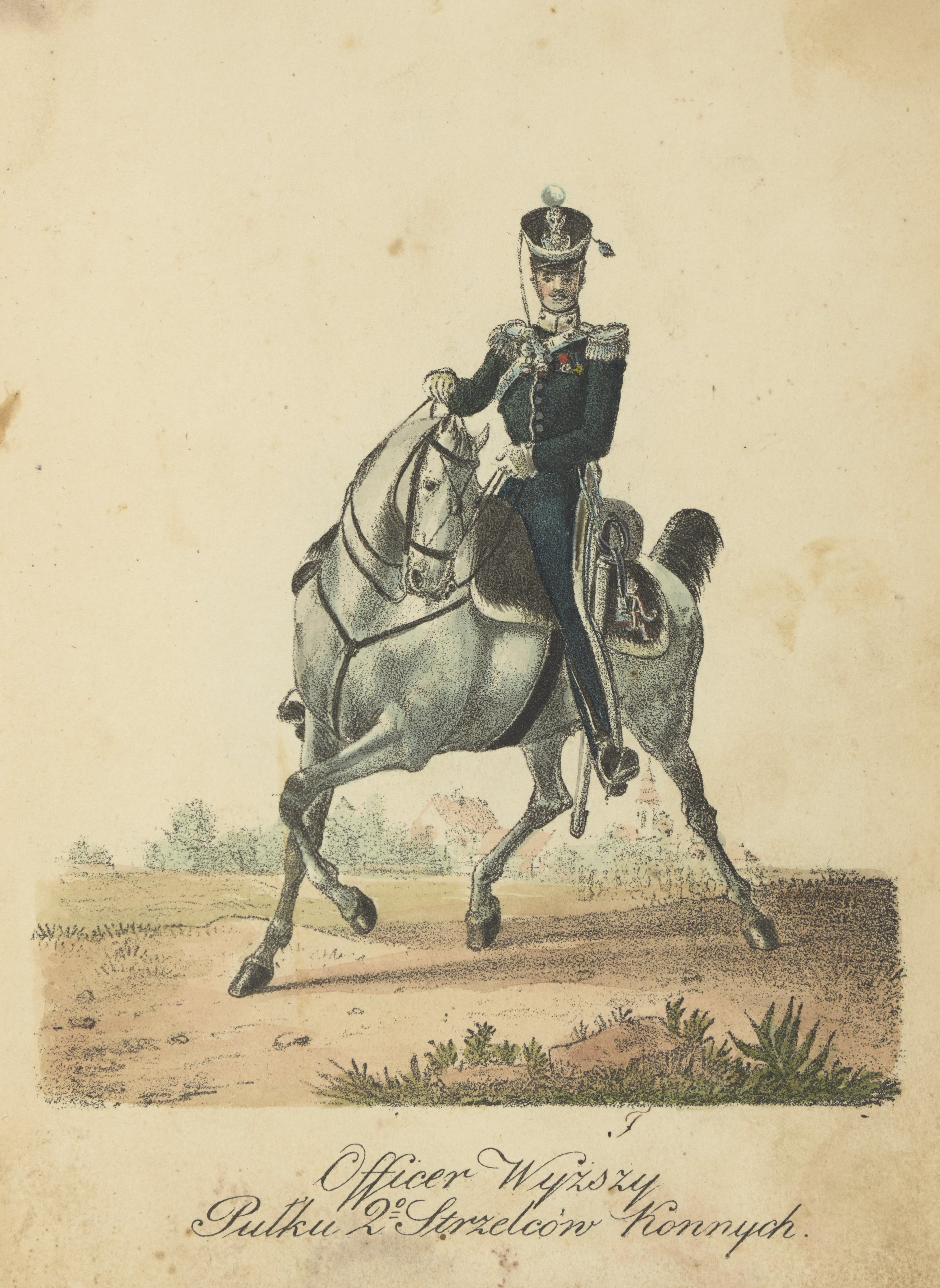
Oficer 2 Pułku Strzelców Konnych na litografii Józefa Lexa (1826)

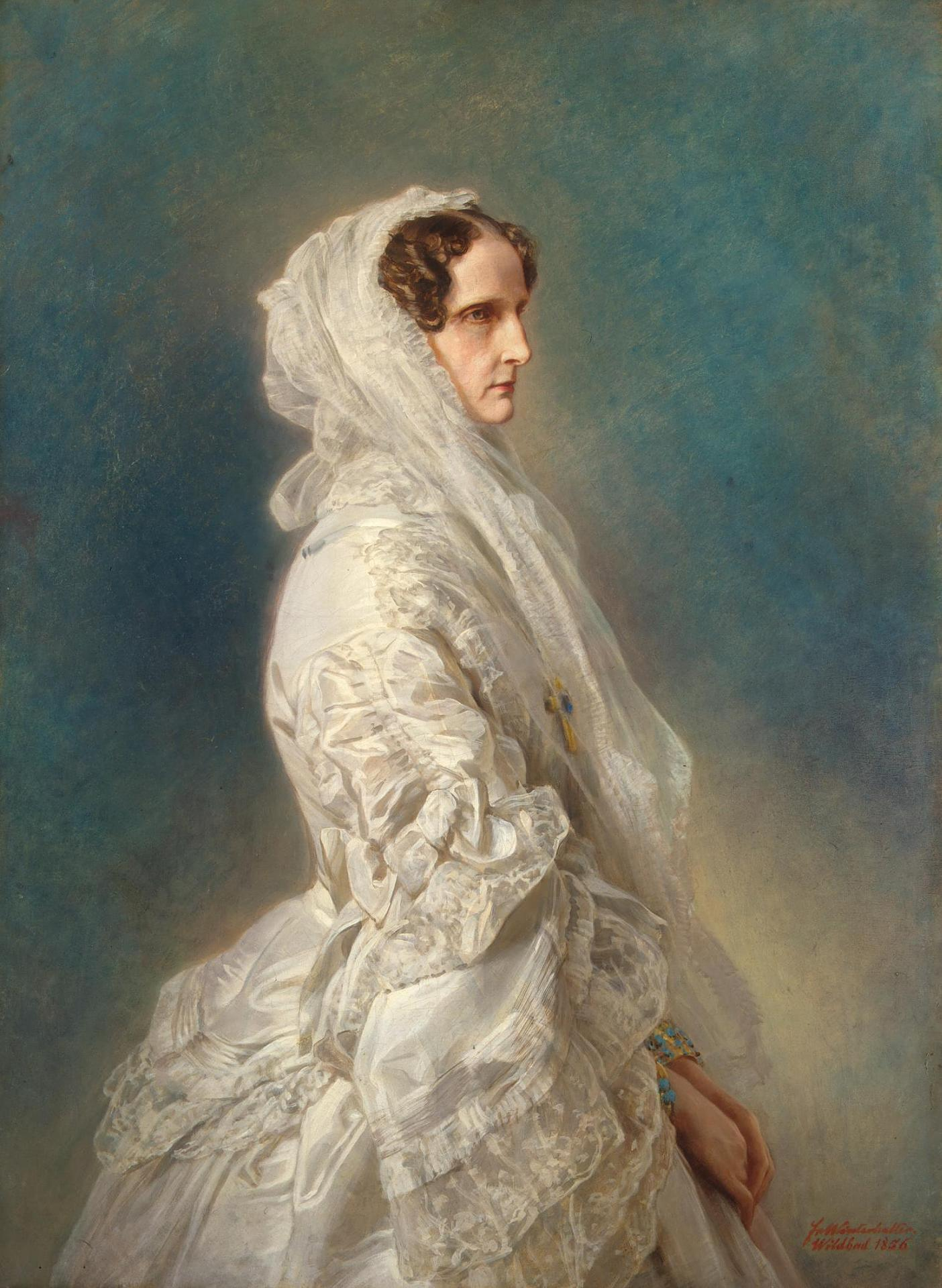
Aleksandra Fiodorowna, żona cara Mikołaja I, patronka i szefowa pułku

2 Pułk Strzelców Konnych – pułk jazdy polskiej okresu zaborów.

## Formowanie i zmiany organizacyjne
Sformowany w 1815. Od 20 maja 1829 - Pułk Strzelców Konnych Najjaśniejszej Cesarzowej i Królowej  Aleksandry  Nr 2. Składał się z czterech szwadronów i piątego rezerwowego. Szwadrony pierwszy i drugi stanowiły 1 dywizjon, a trzeci i czwarty wchodziły w skład 2 dywizjonu. Szwadron dzielił się na dwa półszwadrony, każdy półszwadron na dwa plutony, każdy pluton na półplutony czyli sekcje. Pluton dzielił się także na oddziały, czyli trójki, po trzy roty każdy.
Wchodził w skład 2 brygady Dywizji Strzelców Konnych Królestwa Kongresowego.

## Ubiór
Barwą pułku był kolor biały.
Kurtka szaserska zielona z kolorowymi wypustkami i łapkami na kołnierzu, białymi guzikami z numerem 2. Naramienniki metalowe białe z podszewką barwy białej.
Lejbiki sukienne zielone z wypustkami koloru białego na kołnierzu i rękawach oraz na naramiennikach z sukna zielonego.
Spodnie paradne zielone z lampasami szerokimi barwy białej i karwaszami skórzanymi do kolan.

## Konie
Pułk posiadał konie siwe
- 1 szwadron –  konie białe
- 2 szwadron – konie siwe, ogony i grzywy siwe
- 3 szwadron – konie siwe, ogony i grzywy mogły być czarne
- 4 szwadron – konie siwe różne, w tym konie z hreczką
- trębacze – konie siwo–srokate

Konie żołnierskie miały ogony obcięte do kolon i przerywane. Konie oficerskie – anglizowane (anglizowanie polegało na przecinaniu tych mięśni, które sprawiają, że ogon koński w naturalny sposób przylega do zadu).

## Dyslokacja pułku
Stanowisko: województwo mazowieckie
Miejsce dyslokacji w 1830 
- sztab – Łowicz
- 1 szwadron – Łowicz
- 2 szwadron – Łowicz
- 3 szwadron – Łowicz
- 4 szwadron – Łowicz
- rezerwa – Gąbin

## Żołnierze pułku
Dowódcy
- płk Tadeusz Suchorzewski (20 stycznia 1815),
- płk Kazimierz Skarżyński (1828 do 10 stycznia 1831),
- ppłk Franciszek Czarnomski (od 25 lutego 1831 płk),
- ppłk Feliks Roszkiewicz (14 lipca 1831),
- płk Ignacy Żeliński

Oficerowie
- Roman Czarnomski
- ppłk Rafał Zajączek (z-ca dowódcy pułku)

## Walki pułku
Pułk brał udział w walkach w czasie powstania listopadowego.
Bitwy i potyczki:
- Stoczek (14 lutego)
- Grochów (19 i 25 lutego)
- Dębe Wielkie (31 marca)
- Cegłów (1 kwietnia)
- Górzno (3 kwietnia)
- Garwolin (7 kwietnia)
- Boreml (19 kwietnia)
- Mińsk i Ostrołęka (26 kwietnia)
- Złotoryja (24 maja)
- Szymanów (15 sierpnia)
- Krynka (28 sierpnia)
- Rogoźnica (29 sierpnia)
- Markuszów (13 września)

W czasie walk pułk za swoje zasługi otrzymał 16 krzyży złotych i 12 srebrnych